# Albert Speer (építész, 1905–1981)
Albert Speer (Mannheim, Németország, 1905. március 19. – London, Anglia, 1981. szeptember 1.) a nemzeti szocialista Német Birodalom főépítésze, fegyverkezési minisztere, a haditermelés irányítója.
A háború befejezése után Nürnbergben egyetlen volt a bíróság elé állított személyek közül, aki elismerte felelősségét a második világháborús eseményekért, húsz év letöltendő börtönbüntetést kapott, kedvezményben nem részesült, 1966. október 1-jén szabadult a spandaui börtönből. Börtönévei alatt írta meg emlékezéseit, melyet szabadulása után jelentetett meg. Halálának ideje jelképes is lehetne, hiszen ugyanazon napon halt meg 42 évvel később, mint amikor Németország megtámadta Lengyelországot, ezzel elindítva a második világháborút.

## Élete
Albert Friedrich Speer és Luise Máthilde Wilhelmine Hommel fiaként Mannheimbem született 1905. március 19-én. 
Fiatal korában a matematika iránt érdeklődött, pályaválasztásában szerepet kapott, hogy apja, és nagyapja is építész volt. Karlsruhéban kezdte építészeti tanulmányait, 1924-ben Münchenben, majd 1925-ben Berlinben tanult Heinrich Tessenownál, aki 1927-ben asszisztensének kérte fel. 1928 februárjában szerezte meg építészmérnöki diplomáját.
Tessenow asszisztenseként besegített tanárának előadásaiban is.
Bár Tessenow nem értett egyet a nemzetiszocialista párt eszméivel, ő volt az, aki rábeszélte Speert, hogy vegyen részt az NSDAP 1930 decemberében Berlinben tartott kampánygyűlésén. Speer műszaki ember volt, fiatalként nem érdeklődött a politika iránt, de ekkor a gyűlésen Hitler hatása alá került. Néhány héttel később egy másik nagygyűlésen találkozott Joseph Göbbelsszel, a következő napokban pedig a nemzetiszocialista párt tagja lett (1931-ben lépett be a pártba, párttagsági könyvének száma: 474 481). Még ebben az évben összeházasodott Margarete Weberrel.

### Adolf Hitler és a birodalom építészeként
Építészként a pártfelvonulások építményeit tervezte meg és kivitelezte. Pártban elfoglalt befolyása akkor kezdett nőni, amikor Joseph Göbbelstől az első megbízatását 1933-ban megkapta, a propaganda-minisztérium renoválását. Göbbels meg volt elégedve munkájával és beajánlotta Hitlernek, aki Paul Troost építész mellé nevezte ki. Ekkor került szorosabb kapcsolatba Hitlerrel is, aki festőként csodálta Speer szaktudását, ugyanakkor Speer a rábízott feladatokat nagy precizitással végezte.
1934 elején meghalt Troost, Hitler addigi főépítésze, ekkor lett Speer a birodalom első építésze. Hitlerrel folyamatosan munkakapcsolatban volt, minden terv minden egyes kis részletét együtt beszélték meg, bár később Speer a kapcsolatukat munkakapcsolatnak jellemezte, ennek ellentmondani látszik az, hogy ő egyike volt azoknak, akik Hitler korai festményeiből ajándékba kaptak egy példányt. Speer átvette a pártrendezvények építészeti feladatait, tervezését és kivitelezését, valamint személyesen megkapta a grandiózus birodalmi építészeti feladatokat is.
1937-ben ő tervezte a Német Pavilont a párizsi kiállításon (az épület első díjat kapott). 1938 januárjában kapta legnagyobb építészeti feladatát, az Új Birodalmi Kancellária épületének megtervezését és kivitelezését. Ezt egy év alatt építette fel, mellyel kivívta Hitler csodálatát is. Ebben a munkájában vélte felfedezni Hitler azt a tulajdonságát, mely később Todt helyére avanzsálta, a nagyon jó szervezőképességet. Ettől kezdve Speer Hitler szűk személyi köréhez tartozott.
Speer terveket készített Berlin átépítésére is, egyik eleme ennek a Werner March által tervezett olimpiai csarnok, az 1936-os olimpiai játékok színhelye volt.

### Germania tervei

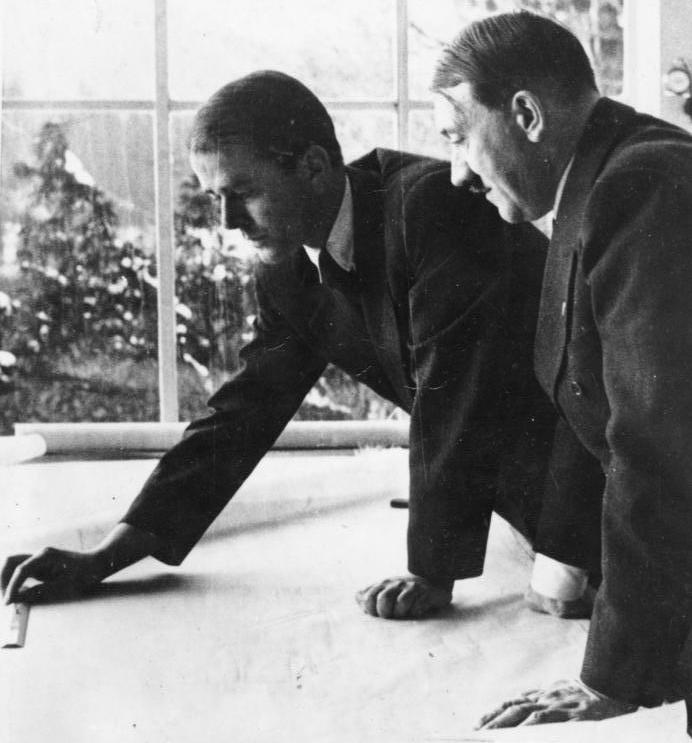
Albert Speer és Adolf Hitler 1938-ban

Hitler maga is építészeti karrierről álmodott, Speerrel az összhang ezért tökéletes volt, együtt rajzolgatták „Germania” terveit, ahogy Hitler az új Berlint nevezni akarta. Hitler és Speer tervei Berlint teljesen átépítették volna, sugárutakkal, diadalívekkel, és a város közepén megépült volna a „Dicsőség Csarnoka”, ami a vatikáni Szent Péter-bazilika mintájára, de annál hétszer nagyobb kupolával és tizenhétszer nagyobb területtel rendelkezett volna. Az új főváros első épülete az új Birodalmi Kancellária volt. A munkálatokat is megkezdték, az útban levő lakások lakóit elkezdték kitelepíteni, a zsidó lakásokat egyszerűen kiürítették a Himmler-féle SS alakulatok. A háborús költségvetés miatt azonban a terv ad acta került, nem valósulhatott meg.

### A fegyverkezésügyi minisztérium élén
1942 februárjában repülőszerencsétlenség következtében meghalt dr. Fritz Todt, aki a hadsereg fegyverkezési és lőszerbeszerzéssel foglalkozó minisztere volt, de hozzá tartozott az összes útépítés, az összes vízi útvonal és az összes erőmű felügyelete is. Hitler mindenki legnagyobb meglepetésére 1942. február 7-én Albert Speert nevezte ki helyére.
Kihasználva ragyogó szervezőképességét, 1944-re sikerült a német hadiipart maximális kapacitásra állítania, eszközökben nem válogatva, mindent alárendelt a feladat megoldásának, ha kellett munkaerő, azt kényszermunkásokkal, foglyokkal pótolta, apellált a németek felelősségérzetére, kezdeményező képességére, átszervezte a minisztériumokat. Az állandó bombázásokkal sújtott német ipar 1944 végére 500-nál több hatalmas tűzerejű, Tigris nehézpáncélos, valamint 11 ezer közepes, 1600 gyorsmozgású páncélvadász önjáró löveg gyártására volt képes.
A fegyverkezésügyi minisztériumhoz tartoztak a különböző „csodafegyver”-kutatások is, mint az atombomba előállítása. (Speer véleménye szerint nem készült volna el a német atombomba 1947 előtt, még akkor sem, ha minden támogatást maradéktalanul megkapnak a tudósok). Speer indította újra Wernher von Braun A4-es modellkísérleteit, ami már 1936-ban elkészült, de 1940-ben Hitler leállította a fejlesztését.
Az urán lövedék páncéltörőként való alkalmazása is az ő nevéhez kötődik, bár a szegényített urán használatát az amerikaiak fejlesztették ki teljes egészében már a háború után.
A háború végére fokozatosan ellentétbe került Hitlerrel, 1944 novemberében informálta Joseph Göbbelst, hogy ha így folytatódik a háború, akkor azt Németország el fogja veszteni. (hosszú utánpótlási vonalak, melyek a belső közlekedést is megbénították, a totális mozgósítást követelte, melyet Hitler korábban nem mert felvállalni, az erősödő szovjet ellentámadás miatt még a háború mielőbbi leállítását is felvetette)
Speer egyre inkább kegyvesztett lett Hitlernél. 1945 március 19-től a háttérben már leginkább csak Hitler Néró-parancsa ellen, az értelmetlen pusztítás megakadályozására törekedett. Ennek ellenére egészen a háború végéig hűséges maradt Adolf Hitlerhez, és még a legutolsó napokban is jelen volt a Führerbunkerben.

### A háború után
Speer 1945. május végén került amerikai fogságba.
A nürnbergi perben háborús bűntettekért bíróság elé állították 26 társával együtt. A perben elismerte közvetett felelősségét, önmagát becsapottnak, rövidlátónak jellemezte, a Hitlerrel való együttműködését az ördöggel kötött szövetségnek nevezte. („Erre a perre szükség van. Ilyen szörnyű bűntettek elkövetéséért kollektív felelősséggel tartozunk, még akkor is, ha diktatúráról volt szó.") Speer tagadta, hogy felelős lenne a haláltáborokért, mivel álláspontja szerint létezésükről nem tudott. Vallomása alapján több német üzletember ellen is vádat emeltek (I. G. Farben cég több vezetője ellen).
A bíróság előtt elismerte közvetett felelősségét a fasiszta Német Birodalom bűneiben, a Nemzetközi Bíróságtól 20 év börtönbüntetést kapott, súlyosbító körülményként értékelve a külföldi munkások deportálását. Speer a fellebbezésről lemondott.
A büntetés helyéül a nyugat-berlini spandaui börtönt jelölték ki, ahova hét nürnbergi elítéltet zártak be. (Rudolf Heß, Walther Funk és Erich Raeder életfogytiglani, Albert Speer és Baldur von Schirach 20 évi, Konstantin von Neurath 15 évi, Karl Dönitz pedig 10 évi börtönbüntetésre.) Speer leginkább kertészkedéssel, sétákkal, írással, s családjának irányításával töltötte idejét. Még a börtönből is utasításokat adott családjának.
Speer 1966. október 1-jén hagyta el börtönét Baldur von Schirach-kal együtt, pontosan húsz évvel az után, hogy háborús bűntettekért elítélték Nürnbergben. A börtön egyetlen lakója ekkor már csak Rudolf Hess volt, aki 93 éves korában hivatalos verziók szerint öngyilkos lett, a spandaui börtönt ekkor szüntették meg.

### A bűnbánó Speer
Már a nürnbergi perben viselkedésével azt sugallta, hogy megbánta bűneit, vallomásában elismerte felelősségét, állítása szerint csak sejtései voltak a zsidók sorsáról, valamint szembeszállt Hitlerrel a Néró-parancsa ellen. A börtönben megkezdett memoárjaiból is kikerültek részletek. A német társadalom szembenézett azzal, hogy számtalan, akkori fiatal részese volt a rémtetteknek. 1966-os kiszabadulása után egy volt nemzetiszocialista párttag, Kurt Georg Kiesinger lett az NSZK kancellárja, az ország köztársasági elnökét (Bundespräsident), Heinrich Lübkét is azzal vádolták, hogy részt vett a koncentrációs táborok tervezésében (német birodalombeli beosztásából eredően személyesen ismerte Speert). Ő maga is tett ezért, vagyona egy részét zsidó alapítványoknak juttatta, és állandóan hangoztatta megbánását és rövidlátását.
Haláláig memoárokat jelentett meg, ebből két könyve világszerte ismertté vált, a „Hitler bizalmasa voltam” (Erinnerungen), és a „Spandaui börtönnapló”. Ezeket jórészt a börtönévei alatt írta, visszaemlékezéseit rögzítette az NSDAP-val kapcsolatos tevékenységére vonatkozóan, saját szerepét és gondolkodását is górcső alá vetve. Ugyanakkor ezek a könyvek csak részben szólnak róla, inkább a korról, melyben Speer azt akarja láttatni, hogy egy tehetséges, ifjú, polgári származású ember miként válik egy eszme feltétel nélküli kiszolgálójává.
1981. szeptember 1-jén halt meg egy felolvasókörút közben Londonban agyvérzésben, pontosan 42 évvel később, ugyanazon a napon, mint amikor a második világháború kitört.
Nemrég kerültek elő olyan dokumentumok, melyek (ismételten nem meggyőzően) azt bizonyítják, hogy Speer tudott a táborokról (ahová dolgozni küldték a munkásokat: 1943. októberi, poznani tanácskozás jegyzőkönyve), valamint ő adott pénzt a tábori infrastruktúra kiépítésére miniszterként. Hitlertől maga kérte levélben, hogy állítsanak fel munkatáborokat a német gazdaság fellendítése érdekében.

### Családja
Feleségétől, Margarete Webertől (1928–1981) hat gyermeke született, négy fia és két lánya: ifjabb Albert Speer, Hilde Schramm, Fritz Speer, Margret Nissen, Arnold Speer, Ernst Speer. Közülük Hilde lánya alapítványt működtet, Margret lánya fotográfus lett, aki apjával a kapcsolatot megszakította szabadulását követően (Nissen nevét archeológus férje után vette fel). Arnold fia orvos lett, másik fia Albert Speer pedig építész (a 2000-es expo (Hannover) a Sanghaji Nemzetközi Autóklub tervezője, és őt kérték fel a pekingi olimpia rendezési terveinek elkészítésére is). Apjuk börtönből való szabadulása után nem tudtak mit kezdeni egymással. Heidelbergben telepedtek le, de gyermekeivel nem sikerült a kapcsolatot visszaállítani, megszűnt a kommunikáció közöttük. Neje, noha a börtönévek alatt folyamatosan kapcsolatban maradtak, leveleztek, látogatásokon vettek részt, igyekezett kijárni férje büntetésének enyhítését, és együtt mentek ki a börtönből szabadulása percében, csak a szabadulása után vált el tőle, miután kapcsolatuk megromlott. Később egy Angliában élő, német születésű nővel alakított ki kapcsolatot, aki 1981-ben halála idején is vele volt. Margarete is ebben az évben halt meg, 1981-ben, de túlélte Albertet.

## Könyvei magyarul
- Hitler bizalmasa voltam. Emlékiratok; fordította: Liszkay Zoltán; Zrínyi, Budapest, 1996
- Spandaui börtönnapló; fordította: Szántó Judit; Interpress, Budapest, 1999